# Oscar Hans
Oscar Hans (Volmeringen, 6 februari 1910 - onbekend) was een Duits SS-Hauptsturmführer en oorlogsmisdadiger. 
Hans studeerde van 1929 tot 1933 bestuursrecht aan de Goethe-Universiteit in Frankfurt. In 1933 trad hij toe tot de SS. Tijdens de Tweede Wereldoorlog werd Hans vanaf 25 april 1940 gestationeerd in Noorwegen, waar hij hoofd werd van sectie I van de SiPo in Oslo. Deze sectie hield zich bezig met administratief en organisatorisch werk. Hans stond onder commando van SS-Oberführer Heinrich Fehlis. In het begin van 1941 werd Hans commandant van een SS-Sonderkommando voor het uitvoeren van executies op Noorse terdoodveroordeelden. 
Hans werd in mei 1945 gearresteerd in Kristiansand. Bij zijn rechtszaak werd hij in januari 1947 ter dood veroordeeld door de Noorse rechtbank. Hans werd verantwoordelijk gehouden voor de executies van minstens 268 mensen (in zijn aanklacht werd het aantal van minstens 312 genoemd). Echter in hoger beroep in augustus 1947 werd hij vrijgesproken en uitgewezen naar Duitsland. Daar werd Hans opgepakt door de Engelsen en door de Britse militaire rechtbank in Hamburg in augustus 1948 veroordeeld tot 15 jaar gevangenisstraf voor de executie van zes Engelse burgers. In april 1954 werd Hans vrijgelaten.

## Bekende executies
- Viggo Hansteen
- Rolf Wickstrøm